# (74055) 1998 KY6
(74055) 1998 KY6 – planetoida z pasa głównego asteroid okrążająca Słońce w ciągu 3,84 lat w średniej odległości 2,45 j.a. Odkryta 22 maja 1998 roku.